# Wu Zhaohua
Wu Zhaohua (en chino tradicional, 吴照华; pinyin, Wúzhàohuá; 9 de septiembre de 1966) es un atleta de wushu de China.  

## Carrera
Su primera gran competencia fue a los Campeonatos Asiáticos de Wushu de 2016 en Taiwán donde ganó la medalla de oro en changquan masculino. Dos años después, Wu compitió en los Juegos Asiáticos de 2018 en Yakarta y ganó la medalla de oro en daoshu y gunshu masculino. En 2019, Wu fue el campeón mundial en daoshu masculino durante los Campeonatos Mundiales de Wushu de 2019 en Shanghái. Ganó también una otra medalla de oro en el evento de grupo con el equipo de china.